# Abbaye Notre-Dame de L'Absie
L’abbaye Notre-Dame de L'Absie, est une ancienne abbaye de moines bénédictins, qui était située sur l'actuelle commune de L'Absie, en région Nouvelle-Aquitaine, rattachée au diocèse de Poitiers, jusqu'en 1317, puis au diocèse de Maillezais jusqu'en 1648, date à laquelle, l'abbaye passe à celui de La Rochelle.

## Toponymie
Cœnobium Absida, en 1120 - Absia, en 1120 - La Sye, en 1255 - Notre-Dame de Lasie en Gastine, en 1301 - La Sec en Gastine, en 1308 - Assia in Vastina, en 1323 - L'Assye en Gastine, en 1389 - L'Absye, en 1553 -  L'Absie, en 1704 -  L'Abscye en 1716.

## Historique
Un ermitage installé par Pierre de Bunt est remplacé par une abbaye bénédictine fondée vers 1120 par saint Giraud de Salles, par privilège d’Aliénor d'Aquitaine. Elle était la plus ancienne du diocèse de Poitiers
Au début du XIIIe siècle, les moines de L'Absie ont participé à l'assèchement du marais Poitevin. L'abbaye a beaucoup souffert de la guerre de Cent Ans. Au XVe siècle, l'abbé Bernard d'Appelvoisin a reconstruit l'abbatiale. En 1364, les religieux de l' abbaye royale de Labsie, plaident au siège royal de Fontenay Lecomte en exécution de la transaction faite entre eux et Guillaume VII de Parthenay-Larchevêque (♰ 1401), lors seigneur de Partenay
Du XIVe siècle au XVIIe siècle, l'abbaye a dépendu de l'évêché de Maillezais ; elle passe dans l'évêché de La Rochelle à partir du XVIIIe siècle. La mense conventuelle, et les offices claustraux de l'abbaye furent réunis au chapitre de La Rochelle par lettre patente royale de juin 1735.

## Description architecturale

### Abbatiale
Construite en granit, l'église romane avait la forme d'une longue croix latine, avec deux clochers, l'un au transept, le second à la façade. Il en reste aujourd'hui, le plan légèrement modifié, avec une fenêtre et des portes murées dans le mur du transept. Entièrement reconstruite après la guerre de Cent-Ans par les soins de l'abbé Bernard d'Appelvoisin dans la seconde moitié du XVe siècle. L'église actuelle, présente une unique longue nef qui s'achève par un chœur plat à une seule travée. Haute de plus de 16 mètres, la nef est coupée par un transept débordant et couverte de voûtes gothiques. Le clocher supprimé au début du XIXe siècle a été reconstruit vers 1865-1870. 
À l'intérieur, des peintures murales datant de la fin du Moyen Âge représentent l'une la crucifixion, l'autre la messe de saint Grégoire « Le Grand ». Le clocher est inscrit aux monuments historiques depuis 1926, et l'église est classée aux monuments historiques depuis 1932. 

### Bâtiments conventuels

#### Logis du prieur
Subsiste entre autres de cet ensemble l'ancien logement du prieur (propriété privée), long bâtiment rectangulaire à toiture à deux pentes dont deux portes (une est datée de 1630) sont surmontées de blasons martelés, probablement lors de la Révolution de 1789 ; parmi les éléments de décor intérieur d'origine, la chambre lambrissée dite "du Prieur" au manteau de cheminée orné de petites peintures religieuses anciennes, un escalier central à rampes  droites à balustres plats et plusieurs portes en bois mouluré à doubles battants ; la propriété close de murs possède un grand vivier maçonné et un étang.

## Liste des abbés
- 1120- 11.. : Giraud de Salles
- 11..-11.. : Pierre de Bunt
- v.1550 : Bernard d'Appelvoisin, qui fit reconstruire l'église
- 1670-16..: Jacques Debothim
- 1753- : Louis-Henri de Bruyère de Chalabre

Voir la liste des abbés p.529.

## Revenus et terriers

### Seigneuries, fiefs
- Seigneurie des Deux-Moulins à Saint-Loup, affermé en 1670 par Jacques Debothim abbé, à Aulbin Pelletier et Loys Sapin[3]

### Fermes, terres et bois
- Marais de l'Anglée